# Feel Like I Do
«Feel Like I Do» — це перший сингл із однойменного альбому гурту Drowning Pool, який грає у стилі альтернативний метал. Він був випущений 9 лютого 2010 року. Використовувався у трансляції гри Лос-Анджелес Гелаксі проти Чівас США на каналі ESPN. Його також використовували під час Скликання НФЛ 2010 року. «Feel Like I Do» на сьогодні — це сингл Drowning Pool, який займав найвищі чартові позиції за всю історію гурту, досягши 4-ї сходинки на чарті Billboard Hot Mainstream Rock Tracks, таким чином перегнавши сингл «37 Stitches», який досяг 5-ї позиції. Це другий сингл гурту, якому вдалося увійти у топову п'ятірку цього чарту.

## Відеокліп
Прем'єра відеокліпу на цю пісню відбулася в лютому 2010 року. В ньому гурт грає у великій білій кімнаті із двома невеличкими металевими сходами з обидвох боків металевої платформи, із меншими — спереду, на яких сидить барабанщик. З плином відео, можна побачити як групи різних людей співають під час приспіву. Кліп завершується тим, що група людей оточує платформу та танцює під музику пісні. У створені музичного відеокліпу був застосований також унікальний знімальний ефект.

## Чарти
| Чарт                          | Пікова позиція |
| ----------------------------- | -------------- |
| US Hot Mainstream Rock Tracks | 4              |
| US Rock Songs                 | 18             |